# Alexej Leonov
Alexej Archipovič Leonov (rusky Алексей Архипович Леонов; 30. května 1934 Listvjanka, Kemerovská oblast – 11. října 2019 Moskva) byl sovětský vojenský letec a kosmonaut ruské národnosti. V roce 1965 byl (jako 11. sovětský kosmonaut ve vesmíru) členem posádky letu kosmické lodi Voschod 2 a vystoupil jako první člověk do volného prostoru. Zúčastnil se také sovětsko-amerického letu Sojuz-Apollo.

## Život
Narodil se v malé vesničce na Sibiři jako osmý z devíti dětí. Na konci 30. let 20. století, během stalinských čistek byl jeho otec zatčen a jeho matka s dětmi byla jako manželka nepřítele lidu vystěhována z domu a ocitla se bez prostředků na ulici. Otec byl později propuštěn a po válce se rodina přestěhovala do Kaliningradu. V roce 1953 odešel na výzvu Komsomolu do čugujevského vojenského leteckého učiliště u Charkova. Odtud odešel v roce 1957 k pluku, kde brzy získal leteckou kvalifikaci Vojenský letec 3. třídy a Instruktor výsadkových jednotek. Poté byl vybrán k výcviku první dvacítky budoucích sovětských kosmonautů. V lednu 1960 se oženil a absolvoval první etapu testů společně s Jurijem Gagarinem, Germanem Titovem a dalšími. Přitom dál létal u svého pluku.
Brzy po svém návratu z prvního kosmického letu se na podzim 1965 zúčastnil Astronautického kongresu v Řecku. Poté zavítal i do Prahy, kde mimo jiné vystoupil i v Československé televizi. V Československu byl ještě několikrát, později se zúčastnil podobných kongresů i v dalších zemích světa. V roce 1967 absolvoval studium na Žukovského vojenské letecké inženýrské akademii. Zapojil se do programu Interkosmos, byl ve skupině kosmonautů Sovětského svazu připravovaných k letu na Měsíc.
V roce 1973 byl jmenován do čela nově zřízené Všesvazové rady pro komplex GTO, což byl orgán podporující rozvoj tělesné výchovy (Spartakiády národů, Vesnické hry, plnění odznaků GTO) v Sovětském svazu.
V letech 1976–1982 byl zástupcem náčelníka střediska J. A. Gagarina pro výcvik kosmonautů.
V roce 2004 stále patřil k ruským celebritám. Měl k dispozici Mercedes s řidičem a policisté salutovali, jakmile zahlédli jeho registrační značku s čestným číslem 0011. Do důchodu odešel v roce 1991 v hodnosti generálmajora. Byl známý svou zálibou v malířství a na několika výstavách svá díla s motivy vesmíru předvedl. Byl otcem dvou dětí.

## Lety do vesmíru

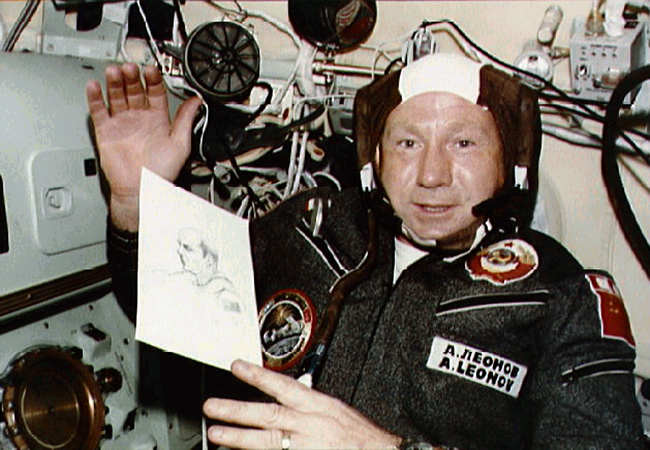
Alexej Leonov při letu Sojuz-Apollo

Oba lety začínaly na kosmodromu Bajkonur a měly končit přistáním kabiny na padácích na území Kazachstánu.
- Voschod 2 (18. března 1965 – 19. března 1965)
- Sojuz 19 (15. července 1975 – 24. července 1975)

### První mimo loď
18. března 1965 při letu kosmické lodi Voschod 2 vystoupil jako první člověk z kosmické lodi do volného prostoru. Vzdálil se od lodě připoutaný lanem na vzdálenost 5,35 metru. Výstup do vesmíru trval celkem 23 minut a 41 sekund, z toho 12 minut strávil u vstupu do přetlakové komory, kam se nemohl kvůli příliš nafouknutému skafandru vejít. Spolu s ním letěl velitel lodě kosmonaut Pavel Běljajev, Leonov měl funkci druhého pilota.

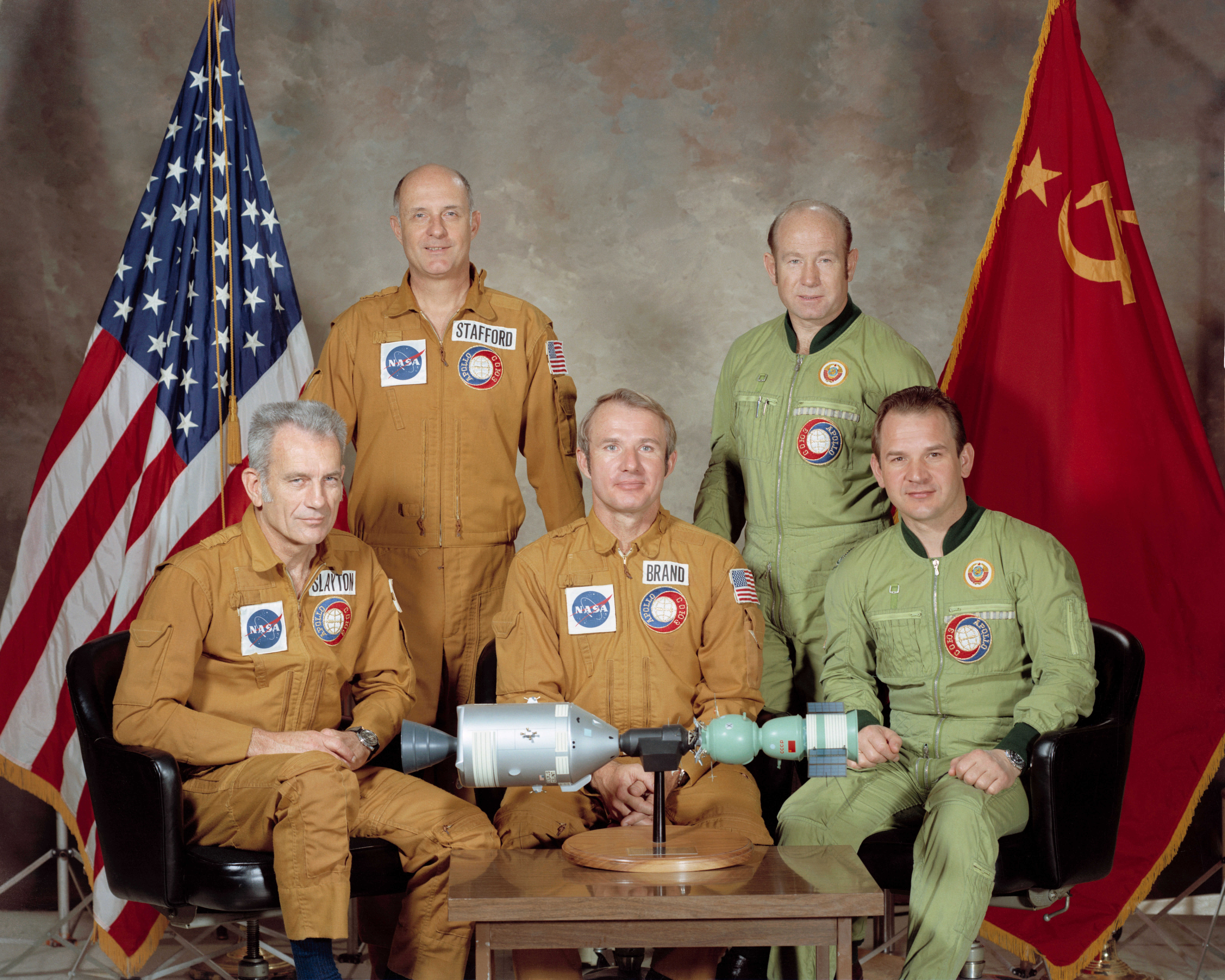
Posádka Sojuz-Apollo v roce 1975

### Apollo–Sojuz
O deset let později se v roce 1975 jako velitel lodi zúčastnil společného kosmického experimentu lodí Apollo ASTP a Sojuz 19 EPAS na oběžné dráze okolo Země ve dnech 15. až 24. července 1975. Projekt se uskutečnil pod názvem „Apollo Sojuz Test Project“ (ASTP). V Československu byl projekt mediálně známější jako Sojuz-Apollo. V Sojuzu 19 s ním letěl Valerij Kubasov, v Apollu se setkali s americkými astronauty Thomasem Staffordem, Donaldem Slaytonem a Vancem Brandem. V rámci přípravy na let pobýval i ve Spojených státech amerických.

## Vyznamenání

### Kulturní odkaz
- Ve vzpomínkové knize Two Sides of the Moon, která vyšla v roce 2004 a kterou napsal společně s americkým kolegou, astronautem Davidem Scottem, se Leonov věnoval i nejasnostem okolo Gagarinovy smrti.[12]
- Alexej Leonov se jmenuje fiktivní sovětská vesmírná loď v románu A.C.Clarka 2010: Druhá vesmírná odysea.
- Ruský film Время первых (Vremja pěrvych, česky První ve vesmíru, 2017) pojednává o výstupu Leonova do vesmírného prostoru.[14]